# Chirnogeni
Chirnogeni (in turco Güvenli) è un comune della Romania di 3 439 abitanti, ubicato nel distretto di Costanza, nella regione storica della Dobrugia.
Il comune è formato dall'unione di 3 villaggi: Chirnogeni, Credința, Plopeni.